# Jurik Júlia
Jurik Júlia, születési neve: Járay Jutka (Szeged, 1914. november 9. – Budapest, 1986. április 10.) Jászai Mari-díjas (1967) magyar színésznő. Jurik Ilona (1912–1986) színésznő húga.

## Életpályája
Szegeden gyermekszínész volt. Az Országos Színészegyesület Színészképző Iskolájában végezte színészi tanulmányait. Egy évig Szegeden játszott (1933). 1934–1936 között az Andrássy úti Színház tagja volt. 1936–1941 között Debrecenben és Szegeden játszott. 1942–1948 között a Pécsi Nemzeti Színház és a Miskolci Nemzeti Színház színművésze volt. 1948–49-ben a Győri Nemzeti Színházban lépett fel. 1949–50-ben ismét Szegeden szerepelt. 1951–1953 között a Miskolci Nemzeti Színház művésze volt. 1953-tól 1969-ig az Állami Déryné Színház tagjaként jellemszerepeket alakított.
Sírja a Farkasréti temetőben található (6/6-1-121).

## Színházi szerepei
A Színházi Adattárban regisztrált bemutatóinak száma: 11.
- Scserbacsov: Dohányon vett kapitány....Niniche
- Schubert–Berté: Három a kislány....Grisi Lucia
- Strauss: A denevér....Ida
- Offenbach: Gerolsteini nagyhercegnő....Krisztina
- Kálmán Imre: Csárdáskirálynő....Cecilia
- Gárdonyi Géza–Tinódi Lantos Sebestyén: Egri csillagok....Margit
- Eisemann Mihály: Bástyasétány '77....Elvira
- Hámori Tibor: Oké Mister Kovács....Mama
- Fényes Szabolcs: Maya....Barbara
- Tamási Áron: Énekes madár....Gondos Eszter
- Szirmai Albert–Bakonyi Károly: Mágnás Miska....Marcsa
- Jacobi Viktor: Leányvásár....Bessy
- Molière: Tartuffe....Dorina
- Csiky Gergely: Kaviár....Mariska; Barlanghy Márta
- Mikszáth Kálmán–Kalmár Tibor: Szent Péter esernyője....Adameczné

## Díjai
- Jászai Mari-díj (1967)